# Observatoire de la sécurité des systèmes d'information et des réseaux

Logo de l'OSSIR.

 (mars 2020).
L'Observatoire de la sécurité des systèmes d'information et des réseaux (OSSIR) est une association à but non lucratif (loi de 1901) existant depuis 1996 qui regroupe les utilisateurs intéressés par la sécurité des systèmes d'information et des réseaux. 

## Historique
L'OSSIR était au départ le groupe de travail sécurité de l'AFUU, créé en 1987. À la suite du développement des systèmes Windows en entreprise, ce groupe de travail est devenu une association indépendante de l'AFUU en 1996. Les groupes de travail "Unix" et "Windows" au sein de l'OSSIR sont toutefois longtemps restés séparés.

## Activités

### Réunions mensuelles
Le groupe de travail de l'OSSIR se réunit tous les deuxième mardis du mois de 14 h à 17 h, sauf en août. Ces réunions sont publiques et enregistrées. Les vidéos sont publiées sur la chaîne YouTube de l'association. Depuis le début de la pandémie de COVID-19, ces réunions sont virtuelles grâce à l'outil BigBlueButton. 
Le groupe de travail comprend quatre temps : deux présentations techniques, une veille de l'actualité sécurité, et un temps de convivialité entre participants.

### Groupes régionaux
L'OSSIR se compose de deux groupes régionaux : Paris et Toulouse. D'autres groupes ont existé par le passé (ex. : Lyon et Rennes) mais ces groupes ne sont plus actifs. Depuis le début de la pandémie de COVID-19, les activités de tous les groupes ont été fusionnées en ligne.

### Journée de la Sécurité des Systèmes d'Information
Depuis 2002, l'OSSIR organise chaque année au mois de mars une journée de conférence appelée "Journée de la Sécurité des Systèmes d'Information" (JSSI).

### Livres blancs
L'OSSIR publie des livres blancs, rédigés par ses membres.
En 2009, l'OSSIR a publié un Livre Blanc sur les Logs.
En 2015, l'OSSIR a publié un Livre Blanc sur le PASSI.
En 2020, l'OSSIR a publié en partenariat avec le CLUSIF  La Cybersécurité à l'Usage des Dirigeants".

### Listes de discussion
L'essentiel de l'activité du groupe a lieu dans des listes de discussion modérées et non archivées.

### AfterWorks
L'OSSIR organise des AfterWorks pour ses membres, selon un calendrier irrégulier.

### Sponsoring
L'association dispose d'un programme de sponsoring pour les membres qui souhaitent participer à des conférences internationales, sous réserve d'en faire un compte-rendu lors d'un groupe de travail.

## Adhésion
L'association propose une formule d'adhésion individuelle à tarif modeste, qui donne accès aux AfterWorks et à la conférence JSSI.
Il existe aussi une formule d'adhésion pour les entreprises.

## Anecdotes
Le 15 juin 2009, l'OSSIR a mis en ligne son nouveau site Web au format 2.0, succédant ainsi à un site web au graphisme et à la technologie vieillissants inauguré en 1997.
Il n'existe pas encore de groupe OSSIR à l'étranger.